# Teorie živých jílů

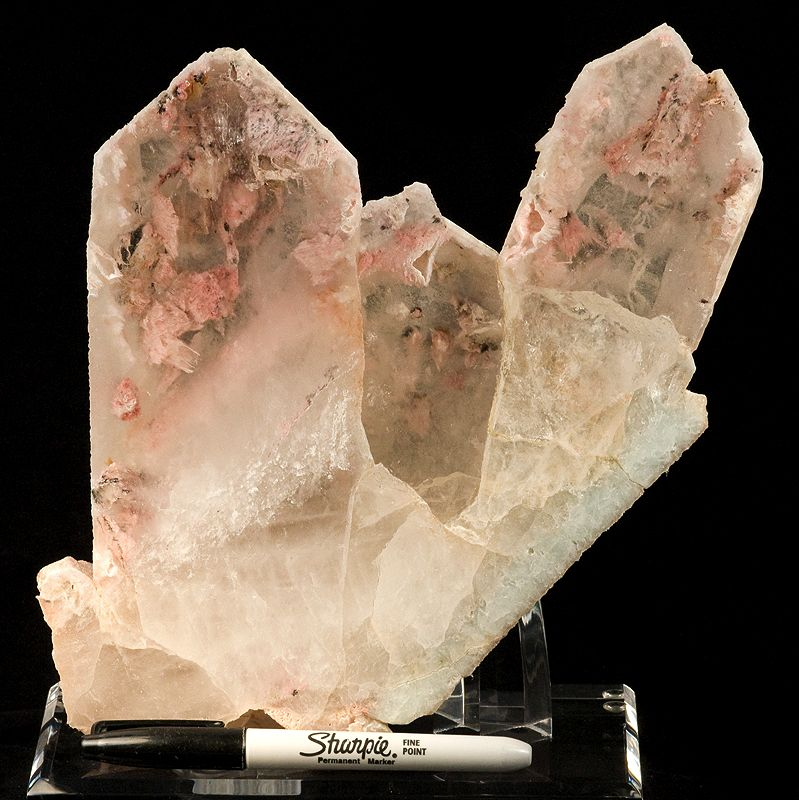
Montmorillonit tvořící růžové částečky v krystalu křemene patří mezi jílové minerály a mohl být prostředníkem při vzniku života na Zemi

Teorie živých jílů je hypotéza o vzniku života na zemi, kterou navrhl v roce 1982 britský chemik a molekulární biolog Graham Cairns-Smith. Zajímavá hypotéza není vědeckou komunitou všeobecně přijímaná a zůstává stále pouze v teoretické rovině, bez přesvědčivých důkazů a experimentálních ověření. Teorii živých jílů ve své knize Slepý hodinář popsal také Richard Dawkins.
Základem této hypotézy je fakt, že minerální krystaly rostou podle určité struktury, dělí se a následně rostou dál. Pro vznik života jsou podle autora vhodné zejména jíly, složené z mnoha různorodých plochých krystalků, které navíc dokážou měnit své prostředí (například kyselost vody) a mohou se po vyschnutí šířit větrem do dalších míst. Mají tedy některé vlastnosti dnešních živých organismů.
Jílové minerály jsou také schopné na sebe díky své struktuře vázat organické látky. V období hadaika a archaika tak mohly jíly fungovat jako katalyzátory pro syntézu klíčových organických molekul včetně RNA. Jílové minerály dokázaly chránit první biomolekuly před silným ultrafialovým zářením, které je jedním z hlavních problémů RNA světa. Podle nových studií jsou molekuly RNA, navázané na tyto minerály odolnější, zůstává jim ale přitom možnost reagovat s okolím a přenášet informaci. Jíly tak umožnily koncentraci biomolekul na svém povrchu a nastartování metabolismu i genetického systému. Předchůdci prvních organismů tedy byly „nahé“ geny, schopné autoreplikace a přežívající na povrchu jílových minerálů. Poté, co se geny 
zdokonalily natolik, že byly schopné přežít samostatně, pak jílové prostředí opustily.
Další výzkumy odhalily, že jílové minerály, které mohou katalyzovat polymeraci nukleotidů na RNA také katalyzují vznik mastných kyselin vhodných k vytvoření prvotních membrán. Jílové částečky s navázanou RNA díky tomu mohly být uzavřeny do vznikajících membrán, čímž by se přímo vytvořily jednoduché protobuněčné struktury. 
Život mohl vzniknout i na jiných minerálech či horninách, ačkoliv mnohé z nich jsou hydrofobní a organofobní. Například živce a zeolity mají na erodovaném povrchu mikroskopické jamky, které mohly být vhodným prostředím pro vznik života. Kámen mohl fungovat jako katalyzátor prvních reakcí, první organické molekuly zde byly dobře chráněné před různými vnějšími vlivy včetně ultrafialového záření a jednotlivé jamky (komůrky) mohly nahrazovat i buněčné stěny. Protoorganismům by zpočátku stačilo vytvořit pouze lipidové „víčko“, chránící před vysycháním a zajišťující stabilitu probíhajících reakcí. To by až později mohlo obepnout celou buňku a umožnilo by jí tak existovat i v jiném prostředí.